# Ильинская, Наталья Глебовна
Ильинская Наталья Глебовна — российский учёный-филолог и преподаватель, ректор Камчатского государственного университета имени Витуса Беринга. Доктор филологических наук, профессор. Член-корреспондент Международной академии наук педагогического образования (2005). Член Совета по науке при Губернаторе Камчатского края.

## Награды и звания
- Почётный работник высшего профессионального образования Российской Федерации (2002)
- Нагрудный знак «За развитие научно-исследовательской работы студентов» (2008)
- Почётная грамота Министерства образования и науки Российской Федерации
- Почётная грамота Правительства Камчатского края
- Член-корреспондент Международной академии наук педагогического образования (2005)
- Почётный профессор Камчатского государственного университета им. Витуса Беринга (2008)